# Бајка о мртвој царевој кћери
Бајка о мртвој царевој кћери  је српска позоришна представа по тексту Николаја Кољаде.

## Радња
Кољадин театар је огледало одважно да одрази карактеристичну тежњу ка стварности која одбацује сваку стилизацију и све духовне чиниоце. Он свет чулних појава схвата као свет са становишта природних појава: наслеђа, средине, историјске ситуације. Његов метод експеримента доводи инстикте, навике и понашања ликова попут класификација из природних наука. „Уметност је део природе виђен кроз нечији темперамент“. Једна еволуција људске судбине у веку преврата и „коначних одлука“. Кољадино уточиште у свету натурализма, вишеструко је жестоко и болно. Без клишеа он доводи своје ликове до ивице самоубилачких тенденција дозвољавајући да се претопе из хладне и сурове реалности у шизофрени искривљени свет мртвозваника који постоје само дати у одређеном натприродном свету бола, разочарења и отпадништва. Он тај свет без озарења људске доброте види као тамничење ружно, прљаво и зло довођење у стање сурове реалности која заблиста у бајку. „Када читалац узме у руку ову драму, чија је радња смештена у прљаво ветеринарско одељење за прекраћивање мука осакаћеним домаћим мезимцима и несрећно ружној Рими, мора да се запита како ће драмски писац успети да се узнесе до бајке“. Тужна бајка Риме, Нине, Максима и Виталија зида своју грађевину на антрополошком злу у човеку, колективном искуству које из ковитлаца Октобра води ка људској тежњи ка лепом, добром и паметном кроз ово бајковито позоришно штиво које нам у једном даху предаје сву горчину и загађеност људске душе да би је довело кроз тегобне тренутке у стање којим се уздиже до неба и звезда без премца.

## Улоге
|}
| Глумац              | Улога   |
| ------------------- | ------- |
| Сања Матејић        | Рима    |
| Ненад Вулевић       | Максима |
| Душан Станикић      | Виталиј |
| Ана Тодоровић Диало | Нина    |

## Награде
- Сања Матејић - Награда публике за улогу Риме на Међународном фестивалу малих сцена ДавилаСтудиоИнтерФест
- Сања Матејић - Награда за најбољу женску улогу на XXI Међународном фестивалu малих сцена 2010.
- Сања Матејић - Награда за најбољу младу глумицу на XIV Међународном фестивалу руске драме „Мост пријатељства“ у граду Јошкар Ола, Русија[2]